# Stratiformis
Stratiformis är en molnart som förkortas str. Moln av arten stratiformis är horisontellt vidsträckta i ett eller flera skikt. Arten förekommer hos huvudmolnslagen altocumulus, stratocumulus och cirrocumulus. 

## Altocumulus stratiformis
Förkortning Ac str. Stratiformis är den vanligaste arten hos altocumulus.

## Stratocumulus stratiformis
Förkortning Sc str. Stratiformis är den vanligaste arten hos stratocumuls.

## Cirrocumulus stratiformis
Förkortning Cc str. Cirrocumulus stratiformis är relativt ovanlig.